# Ꚗ
La Shwe (Ꚗ ꚗ; cursiva: Ꚗ ꚗ) es una letra del alfabeto cirílico. Se asemeja a la letra Sha (Ш ш Ш ш) con una larga cola unida a su parte inferior.
Shwe se utiliza en la antigua ortografía del idioma abjasio, donde representa la sibilante palato-alveolar sorda labializada /ʃʷ/. Es una letra cirílica correspondiente a Шә.

## Códigos informáticos
| Carácter      | Ꚗ                             | Ꚗ                             | ꚗ                             | ꚗ                             |
| ------------- | ----------------------------- | ----------------------------- | ----------------------------- | ----------------------------- |
| Unicode       | LETRA MAYÚSCULA CIRÍLICA SHWE | LETRA MAYÚSCULA CIRÍLICA SHWE | LETRA MINÚSCULA CIRÍLICA SHWE | LETRA MINÚSCULA CIRÍLICA SHWE |
| Codificación  | decimal                       | hex                           | decimal                       | hex                           |
| Unicode       | 42646                         | U+A696                        | 42647                         | U+A697                        |
| UTF-8         | 234 154 150                   | EA 9A 96                      | 234 154 151                   | EA 9A 97                      |
| Ref. numérica | &#42646;                      | &#xA696;                      | &#42647;                      | &#xA697;                      |